# Break My Stride
Singles de Matthew Wilder
Work So Hard
(1982) The Kid's American
(1984)
Clip vidéo
[vidéo] « Break My Stride », sur YouTube
Break My Stride est une chanson du chanteur américain Matthew Wilder, sortie en août 1983 en tant que premier single de son premier album I Don't Speak the Language. La chanson est devenue un grand succès en 1983 et 1984 et est considérée être un succès sans lendemain,.
Break My Stride a également été reprise par de nombreux artistes, notamment Unique II en 1996 et Blue Lagoon en 2004.

## Accueil commercial
La chanson a retrouvé le succès au début de 2020, après un défi qui est devenu viral sur l'application mobile TikTok, ce qui permet de nouveau à Matthew Wilder de se classer dans plusieurs hit-parades,.

## Liste des titres
| A. | Break My Stride                         | M. Wilder, G. Prestopino | 3:05 |
| B. | Break My Stride (version instrumentale) | M. Wilder, G. Prestopino | 3:05 |

## Classements et certifications

### Classements hebdomadaires
| Classement (1983-84)                     | Meilleure position |
| ---------------------------------------- | ------------------ |
| Afrique du Sud (Springbok Radio Top 20)  | 4                  |
| Allemagne de l'Ouest (Kent Music Report) | 7                  |
| Australie (Kent Music Report)            | 6                  |
| Autriche (Ö3 Austria Top 40)             | 8                  |
| Belgique (Flandre Ultratop 50 Singles)   | 10                 |
| Canada (RPM Top Singles)                 | 5                  |
| États-Unis (Hot 100)                     | 5                  |
| États-Unis (Adult Contemporary)          | 5                  |
| États-Unis (R&B/Hip-Hop Songs)           | 5                  |
| États-Unis (Dance Club Songs)            | 5                  |
| États-Unis (Cash Box Top 100)            | 2                  |
| France (IFOP)                            | 63                 |
| Irlande (IRMA)                           | 3                  |
| Norvège (VG-lista)                       | 1                  |
| Nouvelle-Zélande (RMNZ)                  | 3                  |
| Pays-Bas (Nederlandse Top 40)            | 3                  |
| Pays-Bas (Single Top 100)                | 5                  |
| Pologne (LP3)                            | 27                 |
| Royaume-Uni (UK Singles Chart)           | 4                  |
| Suède (Sverigetopplistan)                | 14                 |
| Suisse (Schweizer Hitparade)             | 22                 |

| Classement (2020)                            | Meilleure position |
| -------------------------------------------- | ------------------ |
| Belgique (Flandre Back Catalogue Singles)    | 1                  |
| Canada (Digital Songs)                       | 36                 |
| Écosse (OCC)                                 | 18                 |
| États-Unis (Digital Songs)                   | 50                 |
| Finlande (Suomen virallinen lista)           | 18                 |
| Norvège (VG-lista)                           | 22                 |
| Pays-Bas (Single Top 100)                    | 56                 |
| République tchèque (Singles Digitál Top 100) | 53                 |
| Royaume-Uni (UK Singles Chart)               | 100                |
| Royaume-Uni (UK Download Chart)              | 60                 |
| Royaume-Uni (UK Streaming Chart)             | 82                 |
| Suède (Sverigetopplistan)                    | 36                 |
| Suisse (Schweizer Hitparade)                 | 80                 |

### Classements de fin d'année
| Classement (1984)                | Position |
| -------------------------------- | -------- |
| Afrique du Sud (Springbok Radio) | 18       |
| Australie (Kent Music Report)    | 37       |
| Canada (RPM)                     | 41       |
| États-Unis (Billboard Hot 100)   | 27       |
| États-Unis (Cash Box)            | 28       |
| Nouvelle-Zélande (RMNZ)          | 42       |
| Pays-Bas (Single Top 100)        | 42       |

### Certifications
| Pays        | Certification | Date | Ventes certifiées |
| ----------- | ------------- | ---- | ----------------- |
| Australie   | Or            | 2020 | 35 000            |
| Royaume-Uni | Argent        | 1984 | 200 000           |

## Crédits
- Matthew Wilder – voix principale et chœurs, synthétiseur Prophet-5
- Bill Elliott – Prophet-5
- Dennis Herring – guitare
- Peter Bunetta – batterie, percussion, boîte à rythmes numérique Oberheim DMX
- John Gilston – programmation batterie Simmons
- Greg Prestopino – chœurs
- Joe Turano – chœurs

## Version Blue Lagoon
Singles de Blue Lagoon
Do You Really Want to Hurt Me
(2005)
En 2004, "Break My Stride" a été repris par le groupe allemand Blue Lagoon et est devenu un succès dans plusieurs pays européens, dont Autriche, Allemagne, Suède et Danemark, où il a atteint le top dix.

### Liste des pistes
CD single
1. "Break My Stride" (montage radio) - 3:04
2. "Break My Stride" (version étendue) - 5:10
3. "L'amour est la clé" - 3:27

CD maxi
1. "Break My Stride" (montage radio) - 3:01
2. "Break My Stride" (version étendue) - 5:08
3. "L'amour est la clé" - 3:26
4. "Break My Stride" (reprise a capella) - 1:05
5. "Break My Stride" (vidéo)

## Charts
| Pays (2004-2005)                             | Position  |
| -------------------------------------------- | --------- |
| États-Unis - Billboard Hot 100               | 1         |
| Pologne - Polish Airplay Chart               | 1         |
| États-Unis - Billboard Pop 100               | 14        |
| États-Unis - ARC Weekly Top 40               | 11        |
| États-Unis - Billboard Top 40 Mainstream     | 14        |
| États-Unis - Billboard Rhythmic Top 40       | 20        |
| Australie - Australian ARIA Singles Chart    | 4         |
| Autriche - Austrian Singles Chart            | 5         |
| Belgique - Belgian Singles Chart             | 4         |
| Canada - Canadian Singles Chart              | 5         |
| Danemark - Danish Singles Chart              | 4         |
| Pays-Bas - Dutch Top 40                      | 2         |
| Portugal Singles Chart                       | 7         |
| Europe - Eurochart Hot 100 Singles           | 2         |
| Irlande - Irish Singles Chart                | 1         |
| Italie - Italian Singles Chart               | 8         |
| Nouvelle-Zélande - New Zealand Singles Chart | 19        |
| Finlande - Finnish Singles Chart             | 20        |
| Norvège - Norwegian Singles Chart            | 3         |
| Suède - Swedish Singles Chart                | 6         |
| Allemagne - Top 100 Singles                  | 1         |
| Suisse - Swiss Singles Chart                 | 3         |
| Taïwan Singles Chart                         | 2         |
| Royaume-Uni - UK Singles Chart               | 1         |
| - United World Chart                         | 5         |
| - Ventes (Single & Airplay)                  | 2 575 000 |

## Historique des Versions
- Europe - 6 mai 2004
- - 4 juillet 2004
- États-Unis - 9 août 2004